# Armorial des familles basques (Op - Oz)
Cet article décrit l'armorial des familles basques par ordre alphabétique et concerne les familles dont les noms commencent par les lettres « Op » successivement jusqu’à « Oz ».

## Op
Famille Opacoa (Navarre) :
| Blason | Blasonnement : D'argent à trois fasces de gueules ; à la bordure d'azur chargée de quatorze flanchis d'or. Note : Les blasonnements de cette page sont tous issus de cet ouvrage qui cite également d'autres sources Commentaires : Maison noble à Aibar. |

## Or
Famille Orbaiceta (vallée d'Aezcoa) :
| Blason | Blasonnement : Parti au 1 d'argent à la croix de gueules cantonnée de quatre loups de sable, qui est Garro ; au 2 d'argent à l'arbre de sinople au sanglier de sable brochant sur le fût ; à la bordure engrelée de gueules qui est d'Aezcoa. Note : Les blasonnements de cette page sont tous issus de cet ouvrage qui cite également d'autres sources, Commentaires : Maison noble d'Orbaiceta. |

Famille Orbara (vallée d'Aezcoa) :
| Blason | Blasonnement : D'argent à l'arbre de sinople et un ours au naturel brochant sur le tronc, accompagné de trois loups de sable 2 et 1. Note : Les blasonnements de cette page sont tous issus de cet ouvrage qui cite également d'autres sources Commentaires : Armes du palacio d'Orbara. |

Famille Orègue (Pays de Mixe) :
| Blason | Blasonnement : Écartelé, aux 1 et 4 de gueules à trois chevrons d'or ; aux 2 et 3 d'azur au loup d'argent. Note : Les blasonnements de cette page sont tous issus de cet ouvrage qui cite également d'autres sources Commentaires : La maison noble d'Orègue, au village de ce nom, au nord de Saint-Palais, donnait entrée aux États de Navarre. |

Famille Orgogozo (Guipuscoa) :
| Blason | Blasonnement : Ecartelé, aux 1 et 4 d'argent au genévrier de sinople, terrassé du même, et un loup de sable, armé et lampassé de gueules, passant au pied du tronc ; aux 2 et 3 d'or à l'aigle de sable, becquée et armée de gueules ; à la bordure générale de gueules chargée de huit flanchis d'or. Note : Les blasonnements de cette page sont tous issus de cet ouvrage qui cite également d'autres sources Commentaires : Maison noble d'Azpeitia dont les membres les plus anciennement connus participèrent à la conquête de l'Andalousie avec Alfonso de Orgogoso. Note : Ce blasonnement est incomplet et/ou incohérent (loup brochant ou pas ?). |

Famille Ori (Soule) :
| Blason | Blasonnement : D'or au mont de gueules. Alias : d'argent à deux tours de gueules. Note : Les blasonnements de cette page sont tous issus de cet ouvrage qui cite également d'autres sources |

Famille Oria (Guipuscoa) :
| Blason | Blasonnement : D'or à l'arbre de sinople, au sanglier de sable brochant sur le tronc, et une onde d'azur et d'argent en pointe. Note : Les blasonnements de cette page sont tous issus de cet ouvrage qui cite également d'autres sources Commentaires : Lignage guipuscoan dont la maison souche était à Idiazabal, qui essaima à Zerain et à Legazpia, en Guipuscoa, à Zalduendo, en Alava. |

Famille Orien (Labourd) :
| Blason | Blasonnement : D'argent au sautoir de gueules. Note : Les blasonnements de cette page sont tous issus de cet ouvrage qui cite également d'autres sources Commentaires : Famille émigrée en Argentine. |

Famille Orisoain (Navarre) :
| Blason | Blasonnement : D'argent à cinq trangles de gueules. Note : Les blasonnements de cette page sont tous issus de cet ouvrage qui cite également d'autres sources Commentaires : Palacio de Orisoain, dans la localité du même nom, vallée de la Valdorba, au nord de Tafalla. |

Famille Oriz (Navarre) :
| Blason | Blasonnement : D'azur à deux jumelles d'argent accompagnées de neuf flanchis d'or, 3 en chef, 3 entre les jumelles et 3 en pointe. Note : Les blasonnements de cette page sont tous issus de cet ouvrage qui cite également d'autres sources Commentaires : Maison noble à Oriz, dont elle prit le nom, vallée d'Elortz, au sud de Pampelune. |

Famille Orizun (Basse-Navarre) :
| Blason | Blasonnement : De gueules au chevron d'argent accompagné en pointe d'un loup de... Note : Les blasonnements de cette page sont tous issus de cet ouvrage qui cite également d'autres sources Commentaires : Maison noble à Saint-Michel de Cize. Note : Ce blasonnement est incomplet et/ou incohérent. |

Famille Ormaiztegui (Guipuscoa) :
| Blason | Blasonnement : D'or à la bande d'azur engoulée de deux têtes de dragons d'argent : à la bordure échiquetée d'argent et de gueules. Note : Les blasonnements de cette page sont tous issus de cet ouvrage qui cite également d'autres sources. Commentaires : Une maison noble de ce nom existait dans cette localité d'Ormáiztegui dont elle prit le nom. |

Famille Ormat (Baztan) :
| Blason | Blasonnement : Échiqueté d'argent et de sable (armes de la vallée). Note : Les blasonnements de cette page sont tous issus de cet ouvrage qui cite également d'autres sources Commentaires : Maison noble d'Azpilkueta, reconnue noble en 1793. |

Famille Ornoague (Bayonne) :
| Blason | Blasonnement : D'argent à trois aigles de sable, 2 et 1. Note : Les blasonnements de cette page sont tous issus de cet ouvrage qui cite également d'autres sources Commentaires : Le baron d'Ornoague reçut d'office en 1701 à l'Armoriai Général. |

Famille Oro (Guipuscoa) :
| Blason | Blasonnement : D'azur à sept boulets de canon (besants) d'or, 3 et 3 en pal et 1 en pointe. Note : Les blasonnements de cette page sont tous issus de cet ouvrage qui cite également d'autres sources Commentaires : Ancien lignage de la ville de Mondragon (Arrasate) qui appartenait au parti d'Oñate et dont était le capitaine Lope Ochoa de Oro-lturralde, célèbre marin du XVIIe siècle, tué lors de la bataille de Nordlinghen, en 1634. |

Famille Oro-Iturralde (Guipuscoa) :
| Blason | Blasonnement : De sable à sept besants d'or, 3, 3 et 1 posés à dextre et une fontaine d'argent à senestre. Note : Les blasonnements de cette page sont tous issus de cet ouvrage qui cite également d'autres sources Commentaires : Armes parlantes. Iturralde signifie vers la fontaine en basque. |

Famille Orondo (Itxassou) :
| Blason | Blasonnement : Coupé : au 1 d'or au demi-aigle de sable, couronnée du même ; au 2 de sinople à la pierre tombale d'argent de dessous laquelle sortent des lézards de sinople*. Alias : d'or au château d'azur. Note : Les blasonnements de cette page sont tous issus de cet ouvrage qui cite également d'autres sources Commentaires : Famille originaire d'Itxassou, en Labourd, établie en Navarre. * Il y a là non-respect de la règle de contrariété des couleurs : ces armes sont fautives. |

Famille Oronoz (Baztan) :
| Blason | Blasonnement : De gueules à la croix vuidée fleurdelisée d'or, Cantonnée de quatre billettes du même. Note : Les blasonnements de cette page sont tous issus de cet ouvrage qui cite également d'autres sources Commentaires : Famille originaire d' Oronoz, dans le Baztan, établie à Sare, en Labourd, où elle est mentionnée au début du XVIIe siècle. Preuves de noblesse en 1738. |

Famille Ororbia (Navarre) :
| Blason | Blasonnement : De gueules au lion rampant d'or. Note : Les blasonnements de cette page sont tous issus de cet ouvrage qui cite également d'autres sources Commentaires : Maison noble de la localité d'Ororbia (Baztan). |

Famille Oroz (vallée d'Arce) :
| Blason | Blasonnement : Losangé au pal brochant. Note : Les blasonnements de cette page sont tous issus de cet ouvrage qui cite également d'autres sources Commentaires : Une maison noble du nom d'Oroz existait dans le village d'Oroz. Note : Ce blasonnement est incomplet et/ou incohérent. |

Famille Orozco (Biscaye) :
| Blason | Blasonnement : D'argent à la croix de gueules chargée de cinq flanchis d'or, cantonnée de quatre loups de sable ; à la bordure de gueules chargée de huit flanchis d'or. Note : Les blasonnements de cette page sont tous issus de cet ouvrage qui cite également d'autres sources Commentaires : Ancien lignage issu des seigneurs de Biscaye. Une branche s'établit à Mondragon, en Guipuscoa, où elle est citée en 1461. |

Famille Orreaga (Baztan) :
| Blason | Blasonnement : Échiqueté d'argent et de sable. Note : Les blasonnements de cette page sont tous issus de cet ouvrage qui cite également d'autres sources Commentaires : Maison noble d'Arizkun qui porte les armes de la vallée. Egalement à Roncevaux où cette maison se nommait anciennement Oriarreaga. |

Famille Ortedia (Donostia) :
| Blason | Blasonnement : Parti, au 1 d'azur à l'aigle d'or couronnée d'argent ; au 2 d'or au château de gueules ajouré d'argent, surmonté de trois étoiles d'azur posées en fasce ; à la bordure générale componée d'argent et de gueules. Note : Les blasonnements de cette page sont tous issus de cet ouvrage qui cite également d'autres sources Commentaires : Maison noble du quartier de Amara (Saint-Sébastien), issue du lignage de Loinaz, à Beasain. |

Famille Ortillopitz (Labourd) :
| Blason | Blasonnement : D'azur à une tour ronde d'argent, crénelée et maçonnée de sable. Note : Les blasonnements de cette page sont tous issus de cet ouvrage qui cite également d'autres sources Commentaires : Famille citée à Sare en 1609. |

Famille Ortiza (Fontarrabie) :
| Blason | Blasonnement : De sinople à une orle d'or chargée de huit étoiles d'azur. Alias ; d'or à l'arbre de sinople surmonté d'une étoile de gueules. Note : Les blasonnements de cette page sont tous issus de cet ouvrage qui cite également d'autres sources |

Famille Oruna (Alava) :
| Blason | Blasonnement : Parti, au 1 d'argent au loup passant de sable ; au 2 aussi d'argent à la bande de gueules ; à la bordure générale de gueules chargée de quatre flanchis d'or. Note : Les blasonnements de cette page sont tous issus de cet ouvrage qui cite également d'autres sources Commentaires : Maison noble d'Aramayona, au sud de Durango. |

## Os
Famille Osniri (Labourd) :
| Blason | Blasonnement : D'argent à l'arbre de sinople surmonté d'un crave (oiseau des montagnes) de (sable). Note : Les blasonnements de cette page sont tous issus de cet ouvrage qui cite également d'autres sources Commentaires : Maison citée à Sare au début du XVIIe siècle. |

Famille Osoro (Fontarrabie) :
| Blason | Blasonnement : Parti, au 1 (d'argent ou d'or) à l'arbre de sinople et deux sangliers de sable l'un sur l'autre brochants sur le tronc, et une bordure chargée de flanchis ; au 2 de... à la bande de... chargée de six fleurs de lys. Note : Les blasonnements de cette page sont tous issus de cet ouvrage qui cite également d'autres sources Commentaires : Note : Ce blasonnement est incomplet et/ou incohérent. |

Famille Ossant (Labourd) :
| Blason | Blasonnement : De gueules au chevalier armé et contourné, l'épée levée à dextre (d'or ou d'argent). Note : Les blasonnements de cette page sont tous issus de cet ouvrage qui cite également d'autres sources ; Commentaires : Maison de ce nom, alias Oxance, à Souraïde, près d'Espelette. Note : Ce blasonnement est incomplet et/ou incohérent. |

Famille Ossas (Soule) :
| Blason | Blasonnement : D'azur à la guivre ondoyante d'argent posée en pal. Note : Les blasonnements de cette page sont tous issus de cet ouvrage qui cite également d'autres sources |

Famille Osses (Basse-Navarre) :
| Blason | Blasonnement : De gueules à la croix alaisée d'or chargée de cinq coquilles du champ. Alias : de gueules à la bande d'or. Note : Les blasonnements de cette page sont tous issus de cet ouvrage qui cite également d'autres sources |

Famille Ostabat (Basse-Navarre) :
| Blason | Blasonnement : D'or au chevron d'azur ; à la bordure de gueules chargée de huit coquilles d'argent. Note : Les blasonnements de cette page sont tous issus de cet ouvrage qui cite également d'autres sources Commentaires : Maison d'Ostabat, en Ostabaret. |

Famille Ostabat (palacio) (Basse-Navarre) :
| Blason | Blasonnement : D'argent à cinq trangles ondées de sable. Note : Les blasonnements de cette page sont tous issus de cet ouvrage qui cite également d'autres sources |

Famille Osuelgaray (Baztan) :
| Blason | Blasonnement : Échiqueté d'argent et de sable (armes de la vallée). Note : Les blasonnements de cette page sont tous issus de cet ouvrage qui cite également d'autres sources |

## Ot
Famille Otadui (Guipuscoa) :
| Blason | Blasonnement : D'or au chêne de sinople fruité d'or, et deux sangliers de sable appuyés contre le tronc. Note : Les blasonnements de cette page sont tous issus de cet ouvrage qui cite également d'autres sources Commentaires : Ancien lignage de la ville d'Oñate, qui avait sa maison souche, Otadui andia, au quartier de Uribarribekua. Filiation établie depuis Ochoa de Otadui, seigneur de la maison Otadui en 1489. |

Famille Otaola (Guipuscoa) :
| Blason | Blasonnement : Parti au 1 d'argent au loup de sable enfermé dans une cage ; au 2 de sinople au loup de sable, les deux loups affrontés et supportant un écusson d'or chargé de trois feuilles de peuplier d'azur, brochant sur le parti. Note : Les blasonnements de cette page sont tous issus de cet ouvrage qui cite également d'autres sources Commentaires : Maison noble de Eibar qui essaima à Xemein, près de Markina, en Biscaye, à Okendo et Aiala, en Alava. Note : Ce blasonnement est incomplet et/ou incohérent (couleur de la cage ?, écu brochant sur la cage ?...). |

Famille Otaola (Xemein) :
| Blason | Blasonnement : De gueules à une bande d'argent accostée de deux fleurs de lys du même. Note : Les blasonnements de cette page sont tous issus de cet ouvrage qui cite également d'autres sources |

Famille Otazu (Alava) :
| Blason | Blasonnement : Coupé, au 1 de gueules au croissant renversé et échiqueté d'or et de sable, chargé d'un autre croissant renversé d'argent ; au 2 d'argent plain. Sur le tout, une fasce échiquetée d'or et de sable brochant sur la partition. Note : Les blasonnements de cette page sont tous issus de cet ouvrage qui cite également d'autres sources Commentaires : Maison noble dont l'origine serait la maison Otazu-Guevara, à Otazu, près de Vitoria. En 1398, Juan Martinez de Otazu habitait Tolosa. |

Famille Oteiza (Amezqueta) :
| Blason | Blasonnement : Parti en bande (Tranché ?), au 1 d'or au griffon de gueules ; au 2 de gueules au griffon d'or ; à la bordure générale échiquetée d'azur et d'argent. Note : Les blasonnements de cette page sont tous issus de cet ouvrage qui cite également d'autres sources Commentaires : Armes de la branche d'Amezqueta. |

Famille Oteiza (Navarre) :
| Blason | Blasonnement : D'or à deux fasces (alias : deux pals) de gueules contrebretessées. Note : Les blasonnements de cette page sont tous issus de cet ouvrage qui cite également d'autres sources Commentaires : Maison noble à Oteiza dont elle prit le nom, au sud d'Estella. |

## Oy
Famille Oyanederra (Navarre) :
| Blason | Blasonnement : D'argent à cinq vases de sable chargés au col d'une fasce d'argent, posés en sautoir. Alias : fascé de six pièces d'argent et d'azur, et neuf loups de sable, membres et lampassés de gueules, posés 3, 3 et 1 dans les fasces d'argent. Note : Les blasonnements de cette page sont tous issus de cet ouvrage qui cite également d'autres sources, Commentaires : Palacio en vallée d'Araquil. Oihan ederra signifie jolie forêt en basque (le Y n'existant pas dans l'alphabet basque). |

Famille Oyanederra (Donostia) :
| Blason | Blasonnement : De gueules à cinq jarres d'or posées en sautoir. Note : Les blasonnements de cette page sont tous issus de cet ouvrage qui cite également d'autres sources, Commentaires : Armes de la branche de Donostia. |

Famille Oyarbide (Guipuscoa) :
| Blason | Blasonnement : D'argent à deux loups passants de sable, lampassés de gueules, accompagnés en chef de deux fleurs de lys d'azur ; à la bordure de gueules chargée de huit flanchis d'or. Note : Les blasonnements de cette page sont tous issus de cet ouvrage qui cite également d'autres sources Commentaires : Maison noble d'Idiazabal et seconde maison à Zumarraga. Essaima en Biscaye et en Labourd où la famille est représentée à Saint-Jean-de-Luz. |

Famille Oyarzabal (Azpeitia) :
| Blason | Blasonnement : D'or au chêne de sinople fruité d'or, et un sanglier de sable appuyé contre le tronc ; à la bordure de gueules chargée de seize flanchis d'or. Note : Les blasonnements de cette page sont tous issus de cet ouvrage qui cite également d'autres sources Commentaires : Ancien lignage avec maisons nobles à Azpeitia en vallée d'Oiartzun. Armes de la maison d'Azpeitia. |

Famille Oyarzabal (Oiartzun) :
| Blason | Blasonnement : Fascé de quatre pièces de gueules et d'argent, la première fasce d'argent chargée de deux sangliers passants de sable, la seconde d'un autre sanglier du même. Note : Les blasonnements de cette page sont tous issus de cet ouvrage qui cite également d'autres sources Commentaires : Armes de la maison d'Oiartzun. |

Famille Oyarzun (Oiartzun) :
| Blason | Blasonnement : D'or à la tour au naturel, sur une onde d'azur et d'argent, la porte de la tour chargée d'un écusson d'azur chargé d'une fleur de lys d'or, et deux têtes de loup de sable derrière la tour ; à la bordure plaine d'or. Note : Les blasonnements de cette page sont tous issus de cet ouvrage qui cite également d'autres sources Commentaires : maison noble d'Oyarzun, dans la ville d'Oyarzun |

Famille Oyhénart (Mauléon) :
| Blason | Blasonnement : Écartelé, aux 1 et 4 de gueules à deux clefs d'or passées en sautoir ; aux 2 et 3 d'azur à une tour (d'argent ?). Alias : écartelé, aux 1 et 4 d'azur à deux clefs d'argent passées en sautoir ; aux 2 et 3 d'argent à une tour de sable. Note : Les blasonnements de cette page sont tous issus de cet ouvrage qui cite également d'autres sources, Commentaires : Famille du célèbre historien du Pays basque, Arnaud d'Oyhénart. |

## Oz
Famille Ozaeta (Alava) :
| Blason | Blasonnement : Écartelé, au 1 d'azur à deux faucilles d'argent emmanchées d'or, passées en sautoir ; au 2 d'or au heaume d'azur ; au 3 bandé d'or et d'azur ; au 4 de gueules à la croix d'or accompagnée de deux gantelets ; à la bordure générale d'or chargée de huit flanchis de gueules. Note : Les blasonnements de cette page sont tous issus de cet ouvrage qui cite également d'autres sources Commentaires : Note : Ce blasonnement est incomplet et/ou incohérent. Quelle est l'émail et la position des gantelets ? |

Famille Ozcariz (Val d'Erro) :
| Blason | Blasonnement : D'or à trois fasces de sable ; à la bordure de gueules chargée de huit flanchis d'or. Note : Les blasonnements de cette page sont tous issus de cet ouvrage qui cite également d'autres sources Commentaires : Palacio à Ozcariz, à Lizoain, au sud du Val d'Erro. |

Famille Ozcoidi (Navarre) :
| Blason | Blasonnement : Parti, au 1 de gueules au château d'argent accompagné au canton dextre du chef d'une étoile d'or et au canton senestre d'une lune à visage humain d'argent ; au 2 de sable à une tour d'argent ; parti d'argent à l'arbre de sinople et un sanglier passant de sable au pied de l'arbre. Note : Les blasonnements de cette page sont tous issus de cet ouvrage qui cite également d'autres sources Commentaires : Maison noble de la ville de Pampelune. |

Famille Ozticain (Navarre) :
| Blason | Blasonnement : D'argent à la croix tréflée et vuidée de gueules, accompagnée de dix billettes d'azur posées en orle. Note : Les blasonnements de cette page sont tous issus de cet ouvrage qui cite également d'autres sources |